# Jonathan Zwikel
Jonathan Zwikel (* 16. Juli 1975 in Brüssel) ist ein ehemaliger belgisch-französischer Eishockeyspieler.  

## Karriere
Jonathan Zwikel begann seine Karriere als Eishockeyspieler in der Nachwuchsabteilung der Dragons de Rouen, für dessen Profimannschaft er von 1993 bis 1995 in der höchsten französischen Spielklasse aktiv war. In beiden Jahren gewann er auf Anhieb mit seiner Mannschaften den französischen Meistertitel. Anschließend wechselte der Center innerhalb der Liga zum Hockey Club de Reims, mit dem er in den Jahren 2000 und 2002 ebenfalls Meister wurde. Als der Verein aufgrund hoher Schulden aufgelöst werden musste, schloss sich der gebürtige Belgier zur Saison 2002/03 dem IF Sundsvall aus der Allsvenskan, der zweiten schwedischen Spielklasse, an, beendete die Spielzeit jedoch beim EV Duisburg in der 2. Eishockey-Bundesliga. Von 2003 bis 2006 lief der zweifache Olympiateilnehmer für die Gothiques d’Amiens auf, mit denen er 2004 ebenfalls Meister wurde.
Zur Saison 2006/07 wechselte Zwikel zu den Pingouins de Morzine, bei denen er auf Anhieb einer der Führungsspieler war. In seinem ersten Jahr bei den Pingouins erhielt er die Trophée Albert Hassler als bester französischer Spieler der Ligue Magnus. Zuletzt spielte der Linksschütze von 2009 bis 2011 noch einmal für seinen Stammverein Dragons de Rouen und gewann mit dem Klub neben zwei Meistertiteln auch die drei nationalen Pokalwettbewerbe Trophée des Champions, Coupe de la Ligue und Coupe de France jeweils ein Mal. Anschließend beendete er im Alter von 35 Jahren seine Karriere. 

### International
Für Frankreich nahm Zwikel im Juniorenbereich an der U18-Junioren-B-Europameisterschaft 1993 sowie der U20-Junioren-B-Weltmeisterschaft 1995 teil. Im Seniorenbereich stand er im Aufgebot seines Landes bei den B-Weltmeisterschaften 2002, 2003 und 2007 sowie bei den A-Weltmeisterschaften 1997, 1998, 2000, 2004, 2008 und 2009. Zudem trat er für Frankreich bei den Olympischen Winterspielen 1998 in Nagano und 2002 in Salt Lake City an.

## Erfolge und Auszeichnungen

### Mannschaftserfolge
| - 1994 Französischer Meister mit den Dragons de Rouen - 1995 Französischer Meister mit den Dragons de Rouen - 2000 Französischer Meister mit dem Hockey Club de Reims - 2002 Französischer Meister mit dem Hockey Club de Reims - 2004 Französischer Meister mit den Gothiques d’Amiens | - 2010 Französischer Meister mit den Dragons de Rouen - 2010 Trophée des Champions mit den Dragons de Rouen - 2010 Coupe de la Ligue mit den Dragons de Rouen - 2011 Französischer Meister mit den Dragons de Rouen - 2011 Coupe de France mit den Dragons de Rouen |

#### International
- 2003 Aufstieg in die Top-Division bei der Weltmeisterschaft der Division I
- 2007 Aufstieg in die Top-Division bei der Weltmeisterschaft der Division I

### Individuelle Auszeichnungen
| - 2005 Ligue Magnus All-Star Team - 2007 Trophée Albert Hassler - 2007 Ligue Magnus All-Star Team | - 2008 Ligue Magnus All-Star Team - 2009 Ligue Magnus All-Star Team - 2010 Ligue Magnus All-Star Team |